# Manyoni (Bezirk)
Manyoni ist ein Verwaltungsbezirk (englisch Ward) des Distrikts Manyoni in der tansanischen Region Singida. Der Hauptort des Bezirks ist die Distrikthauptstadt Manyoni.

## Geografie
Manyoni ist ein Bezirk im nördlichen Zentralteil von Tansania etwa 100 Kilometer Luftlinie südlich der Regionshauptstadt Singida. Bei der Volkszählung 2022 lebten 42.191 Menschen in 11.470 Haushalten auf einer Fläche von 201 Quadratkilometern.
Der Bezirk grenzt im Westen an den Distrikt Itigi und sonst an vier Bezirke des Distrikts Manyoni:
|             | Mkwese                                      | Makuru   |
| Aghondi     | Kompassrose, die auf Nachbargemeinden zeigt | Saranda  |
| Idodyandole |                                             | Muhalala |

## Gliederung
Der Bezirk besteht aus 13 Stadtteilen und Orten (Kitongoji):
- Mjini
- Mitoo Chini
- Mwembeni
- Samaria
- Kaloleni
- Tambukareli
- Kipondoda
- Boma Sayuni
- Madukani
- Mwanzi
- Masigati
- Majengo
- Mguluwang’ombe

## Infrastruktur
- Bildung: In Manyoni gibt es vier weiterführende Schulen,[7] wovon drei staatlich sind: Die Manyoni Secondary School für Tages- und Internatsschüler bis zur 4. Stufe,[8] die Mlewa Secondary School für Tagesschüler bis zur 4. Stufe[9] und die Mwanzi Secondary School, die Tages- und Internatsschüler bis zur 6. Stufe ausbildet.[10] Von der römisch-katholischen Kirche geführt wird die Amani Girls Secondary School, eine Mädchen-Internatsschule bis zur 4. Stufe.[11]
- Gesundheit: Im Bezirk liegen das Distriktkrankenhaus[12] und eine öffentliche Apotheke.[13]
- Straße: In Manyoni zweigt die Nationalstraße T18 nach Tabora von der T3 ab.[14]
- Eisenbahn: Für die 3. Ausbaustufe der Normalspurlinie von Daressalam nach Mwanza wurde am 12. April 2022 der Grundstein gelegt. Der erste Bahnhof auf dieser 368 Kilometer langen Strecke wird Manyoni sein.[15]